# Цираки, Франьо
Франьо Цираки (хорв. Franjo Ciraki; 10 ноября 1847, Пожега, Австрийская империя — 13 февраля 1912, там же, Австро-Венгрия) — хорватский писатель

, поэт, политик, переводчик.

## Биография
Изучал право в Загребе. Работал в местной юридической службе. В течение 23 лет был мэром г. Пожега. В 1882—1906 гг. — член Хорватской юнионистской партии, некоторое время был членом хорватского сейма (сабора).
Его «Litne piesme» отличаются нежностью и изяществом, а баллады — «Florentinske elegije» — считаются лучшими в новейшей хорватской литературе. Хороши также его новеллы, напечатанные преимущественно в литературном журнале «Венец» («Vienac»).
В начале 1870-х годов Ф. Чираки был самым печатаемым поэтом в литературном журнале «Венец» («Vienac»). В поэзии, на которую повлияли С. Враз и П. Прерадович, Ф. Чираки сочетает любовь к любимой женщине с любовью к родине («Prve pjesme», 1871).
Наиболее известные стихи — цикл «Флорентийские элегии» («Florentinske elegije», 1872 г.), в котором он оформил свой опыт в форме классического элегического двустишия.
Автор идиллического романа в стихах «Праздники Янко» («Jankovo ljetovanje», 1905), рассказов и очерков. Переводил с английского, немецкого и французского языков.